# Gare de Grand Central Terminal
Pour les articles homonymes, voir Grand Central.
La gare de Grand Central Terminal (dite aussi en anglais Grand Central Station) est une gare ferroviaire new-yorkaise, située au centre de l'arrondissement de Manhattan, dans le quartier de Midtown (entre la 42e rue et Park Avenue). 
De nos jours, c’est un terminal de trains locaux exploité par la MTA (par le biais du Metro-North Railroad), qui gère plusieurs lignes desservant les comtés de Westchester, Putnam et Dutchess dans l’État de New York, ainsi que ceux de Fairfield et New Haven dans le Connecticut. Les trains de grandes lignes ont tous été reportés sur la moderne Pennsylvania Station.
C’est également une importante station de métro, où l’on trouve des correspondances entre les lignes 4, 5, 6 et 7.

## Histoire
Trois bâtiments différents ont successivement occupé le même emplacement.

### Grand Central Depot
Construction achevée en 1871, elle était destinée à accueillir les trains de trois compagnies différentes :
- New York Central and Hudson River Railroad ;
- Harlem River Railroad ;
- New Haven Railroad.

Ce bâtiment avait une forme de « L », et s’étendait le long de la 42e rue et de Vanderbilt Avenue. Pour la première fois aux États-Unis, on y avait construit des quais surélevés au niveau des voitures voyageurs.

### Grand Central Station

Grand Central Station, New York vers 1902.

Entre 1899 et 1900, le bâtiment précédent fut en partie démoli, agrandi de 3 à 6 étages et reçut une nouvelle façade, mais on conserva l'ancienne verrière qui abritait les voies. La ligne de chemin de fer qui continuait au sud de la 42e rue fut déposée et la configuration des voies fut revue pour s’adapter à un trafic croissant.

### Grand Central Terminal

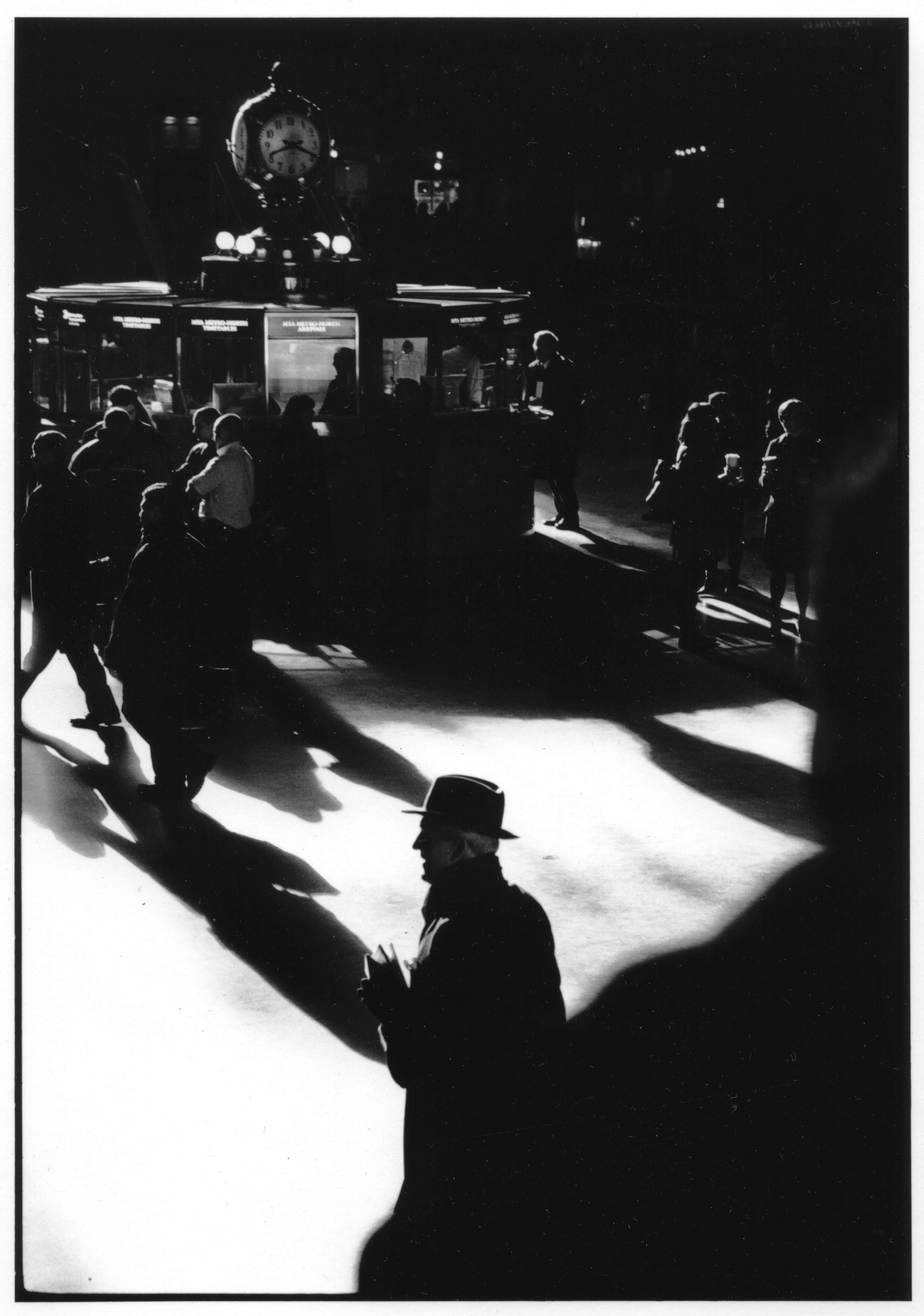
Le Grand Central Terminal par Olivier Meyer en 2009.

Entre 1903 et 1913, le bâtiment a été de nouveau démoli et reconstruit par phases successives, pour obtenir ce qui est aujourd’hui l'actuel Grand Central Terminal ; il fallut aussi pour cela raser 120 immeubles, trois églises, deux hôpitaux, un orphelinat, des étables et des entrepôts. L’architecture est l’œuvre des cabinets Warren & Wetmore et Reed & Stern. En parallèle à ces travaux, les lignes des trois compagnies furent électrifiées et on enterra les voies à l’approche de la gare avec la construction du tunnel de Park Avenue.
Pendant les années 1990, la gare a été entièrement rénovée, les travaux ont duré jusqu’en 1998. Le plus étonnant a été la redécouverte du plafond du hall principal, orné d’un ciel étoilé parsemé de constellations et peint par Paul-César Helleu, qui était caché sous une couche de saleté et de suie. À la fin des années 1990, la gare a subi une restauration complète qui a redonné aux détails structurels, architecturaux et décoratifs leur aspect historique. Dans le cadre de ce projet de restauration, la spectaculaire Sky Mural au plafond du hall principal a été nettoyée et restaurée par John Canning & Co., un entrepreneur en restauration des arts architecturaux de Cheshire, Connecticut. Ce processus comprenait la stabilisation des finitions existantes et l'élimination de la forte accumulation de suie et de crasse créée par l'échappement des moteurs de train et la pollution de l'air de la surface de la peinture murale sans endommager l'œuvre. L'entreprise a passé des semaines à développer une solution de nettoyage aqueuse, puis a travaillé pendant 6 mois pour nettoyer la peinture murale à la main. Une petite partie de la peinture murale n'a pas été nettoyée pour fournir aux futurs restaurateurs un domaine d'étude de l'histoire environnementale complète de l'intérieur du terminal depuis la création de la peinture murale en 1944 jusqu'au moment de sa restauration dans les années 1990.
Le bâtiment de style Beaux-Arts « couvre 3 hectares, s'établit sur 7 niveaux, est illuminée par 55 000 ampoules, accueille 797 trains par jour sur 63 voies, abrite 35 restaurants, des dizaines de boutiques, deux courts de tennis accessibles à la demande, un immense drapeau américain suspendu dans le grand hall, mais aucun banc ». Le plafond du grand hall, qui s'élève à 38 mètres, est recouvert de peintures représentant 2500 étoiles, constellations réalisées par le Français Paul César Helleu à partir d'un manuscrit médiéval. L’emblème de la gare, présent au grand hall dont le sol est en marbre couleur crème, au-dessus des guichets d'information, est « une horloge à quatre faces tapissées d'opales et coiffée de cuivre ».
Concurrencé par l'avion, délabré et « squatté » par des « dealers », Grand Central faillit disparaître dans les années 1970 ; c'est le soutien de l'ancienne Première dame Jacqueline Kennedy-Onassis qui lui permet toutefois d'échapper à la destruction et d'être rénovée puis reconvertie en gare desservant les banlieues. De nos jours, la gare compte un marché de produits frais, 35 restaurants et des bars à bière. Les horaires et les tableaux de départ affichent des heures en avance d'une minute par rapport aux départs réels – ce que les voyageurs ne sont pas censés savoir – afin de limiter les effets de la précipitation,,,.

## Disposition
Grand Central Terminal est la plus importante gare au monde par son nombre de quais : 44, qui donnent sur 67 voies. Elles sont réparties sur deux niveaux, 41 au niveau supérieur et 26 pour l’inférieur.
À côté des quais, on trouve une galerie marchande, avec plusieurs restaurants (le plus connu étant l’Oyster Bar), des fast-foods, kiosques à journaux, soit plus d’une quarantaine de commerces.

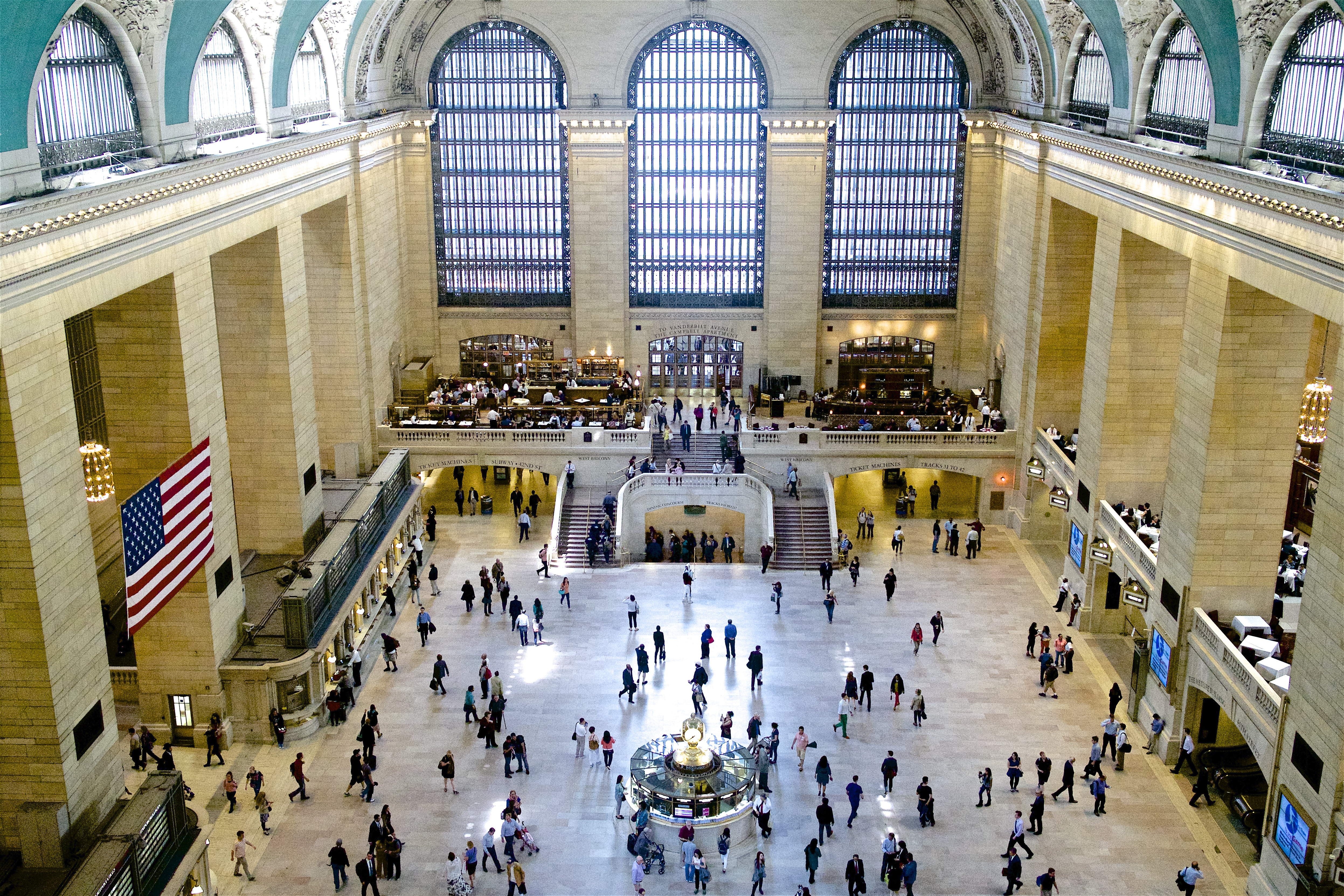
Le hall principal.

- Hall principal : c'est le cœur de la gare, où l’on trouve les guichets, bien que ceux-ci aient été partiellement remplacés par des distributeurs automatiques. Au centre, se trouve un bureau d’information, dont la pendule à quatre faces est un des symboles de cette gare.
- Hall des restaurants (Dining Concourse) : il est situé sous le hall principal, auquel il est relié par de nombreux escaliers et ascenseurs. On y trouve surtout des fast-foods.
- Hall Vanderbilt : bien que faisant partie de la gare, ce hall prestigieux est loué, utilisé pour différentes manifestations privées ou publiques.
- Grand Central North : il s'agit d'une extension moderne qui permet d’accéder à la gare à partir des 47e et 48e rues. De là, on peut aller vers le hall principal par deux galeries qui longent les voies.
- Station de métro : elle est accessible depuis le hall principal. Son architecture est banale, on n’y retrouve pas l’aspect majestueux de la gare de chemin de fer. La station a été presque entièrement détruite par un incendie pendant les années 1960 et reconstruite depuis.

## Dans la culture populaire

### Au cinéma
- 1942 : un crime a eu lieu dans cette gare dans le film Grand Central Murder de S. Sylvan Simon.
- 1959 : le personnage de Cary Grant s’enfuit de New York en y prenant un train de nuit dans le film La Mort aux trousses.
- 1978 : dans le film Superman.
- 1981 : la gare sert de repaire au « duc de New York » dans le film New York 1997.
- 1984 : les personnages joués par  Robert De Niro et Meryl Streep s'y croisent et s'y retrouvent à plusieurs reprises dans le film Falling in Love d'Ulu Grosbard.
- 1993 : le personnage d'Al Pacino y est poursuivi dans le final du film L'Impasse.
- 1997 : le personnage de Tobey Maguire y prend le dernier train dans le film Ice Storm.
- 1998 : la gare est détruite dans le film Armageddon.
- 2001 : dans le grand hall de la gare apparait le personnage Prot, joué par Kevin Spacey, au début du film K-Pax, L'Homme qui vient de loin.
- 2004 : les personnages Clémentine et Joel traversent la gare en courant dans Eternal Sunshine of the Spotless Mind.
- 2005 : les animaux du film d'animation Madagascar essayent d'y prendre un train.
- 2006 : dans le film Inside Man de Spike Lee, l'énigme posée par les preneurs d'otage concerne Grand Central Station et Grand Central Terminal.
- 2007 : le personnage Robert Neville, joué par Will Smith, est pris dans un piège devant la gare dans le film Je suis une légende.
- 2010 : les animaux du film d'animation Animaux et Cie passent devant pour se rendre à une conférence internationale pour l'environnement.
- 2011 : dans le final du film Sexe entre amis, Dylan, joué par Justin Timberlake, et Jamie, incarnée par Mila Kunis, se retrouvent au milieu d'un flash mob dans le hall principal.
- 2012 : des combats ont lieu devant la gare et dans son grand hall dans le film Avengers.
- 2017 : des coïncidences étranges conduisent un personnage tous les jours au hall de la gare de Grand Central dans le film 2:22 de Paul Currie.
- 2018 : le personnage Michael « Mike » MacCauley, joué par Liam Neeson, traverse le grand hall de la gare dans le film The Passenger.
- 2024 : l'héroïne éponyme du film Madame Web traverse le hall (également traversé par les trois adolescentes qu'elle protégera par la suite) pour prendre un train pour Poughkeepsie.

### À la télévision
- Gossip Girl, premier épisode, lorsque Serena Van der Woodsen arrive à New York.
- Skins, épisode 10 de la saison 2, Sid Jenkins l'un des personnages arrive à New York par cette gare.
- Alphas, épisode 13 de la saison 2, l'intrigue finale de la saison se passe en majorité dans cette gare.
- Le début du deuxième épisode de la saison 2 des Experts : Manhattan se déroule dans le Grand Central Terminal.
- La saison 1 de Quantico, l'intrigue de la saison se déroule autour d'un attentat dans cette gare.
- Mr Robot, épisode 1 de la saison 4, la gare est un lieu de rendez-vous entre Elliot et un avocat.

### Dans la littérature
- Dans La Nuit du renard de Mary Higgins Clark, une jeune femme et un petit garçon sont séquestrés dans les sous-sols de la gare. L'auteure précise par ailleurs que le ciel de la grande voûte avait été peint à l'envers. Les étoiles situées à l'est étaient à l'ouest.

### Dans la bande dessinée
- Dans Manhattan Kaputt, tome 7 de la série Spoon & White, les deux héros se retrouvent dans le hall principal de la gare.

### Dans les jeux vidéo
- 2005 : un niveau du jeu Condemned: Criminal Origins se déroule dans cette gare
- 2005 : dans True Crime: New York City, la mission finale se déroule dans ce lieu emblématique de la ville. C'est ici que l'on découvre qui est le responsable de la mort du mentor de Marcus Reed.
- 2008 : la gare se trouve dans la ville de Liberty City (univers HD) dans Grand Theft Auto IV sous le nom de Grand Easton Terminal.
- 2009 : la gare apparaît aussi dans Grand Theft Auto: Chinatown Wars sous le même nom que dans Grand Theft Auto IV.
- 2011 : dans Crysis 2, deux niveaux se déroulent dans et aux alentours de la gare.
- 2013 : le Grand Central Terminal est représenté dans le jeu Lego Marvel Super Heroes
- 2016 : une mission du jeu Tom Clancy's The Division s'y déroule contre les forces du LMB (Last Man Battalion)
- 2016 : la gare se retrouve dans le deuxième jeux Lego Marvel Avengers
- 2017 : il se retrouve ainsi dans Lego Marvel Super Heroes 2
- 2018 : Grand Central est un des monuments présents dans Marvel's Spider-Man. Une mission du jeu se déroule également dans le hall de la gare.

### Dans la musique
- Dans Telephone de Lady Gaga et sur son album The Fame Monster (2009), Beyoncé chante « Sometimes I feel like I live in Grand Central Station », qui peut se traduire « Parfois j'ai l'impression de vivre dans la Grand Central Station », sous-entendant le fait que son téléphone sonne tout le temps.
- Whitney Houston, dans sa chanson My Love Is Your Love, parle de Grand Central Station.
- Dans Grand Central, sur l'album Une enfant du siècle (2010), Alizée fait référence à Grand Central Terminal.
- La chanson Man Down de Rihanna relate le meurtre fictif d'un homme par la chanteuse dans Grand Central.
- Dans One More Minute, Weird Al Yankovic y fait référence de façon humoristique, chantant préférer nettoyer les toilettes de Grand Central Station avec sa langue plutôt que de revoir son ex-petite amie.
- La vidéo performance du tube ON de BTS[7], de l'album Map of the Soul: 7 (2020), est tourné dans la gare pour l'émission américaine The Tonight Show.

### Visites du Grand Central
Des visites guidées gratuites ont lieu un jour par semaine, uniquement en anglais. Il est aussi possible de faire des visites « VIP » avec Metro North. Depuis fin 2010, un service de visite audioguidée permet de découvrir l'histoire et les secrets du lieu.